# Long Live the Kane
Long Live the Kane é o álbum de estreia do MC Big Daddy Kane, lançado pela Cold Chillin' Records em 1988. Foi produzido por Marley Marl e estabilizou os dois como artistas principais durante a era de ouro do hip hop. Kane mostrou a sua técnica de rapping única enquanto cobria assuntos como amor ("I'll Take You There"), afrocentricidade ("Word to the Mother(Land)") e sua proeza no rap ("Set It Off"). Marley Marl mostra um estilo de produção esparso - criando bases com baterias aceleradas e samples de James Brown levemente utilizados.
Quatro singles foram lançados em promoção do primeiro álbum de Kane: "Raw/Word to the Mother (Land)," "Ain't No Half-Steppin'/Get Into It," "I'll Take You There/Wrath of Kane" e "Set It Off/Get Into It." O single mais bem sucedido comercialmente foi "Ain't No Half-Steppin'," que chegou ao número 53 na parada Hot R&B/Hip-Hop Singles & Tracks, e "I'll Take You There", que alcançou o número 73 na mesma parada, mas também chegou ao número 21 na parada Hot Rap Singles. Os outros dois singles não chegaram as paradas, mas "Raw" e "Set It Off" popularizaram o estilo acelerado de Big Daddy Kane e uso abundante de jogo de palavras. "Raw" e "Ain't No Half Steppin'" são descritos como "sensação[ões] underground" e "clássico[s]" por Steve Huey do Allmusic. "Raw" não aparece em Long Live the Kane, mas um remix que utiliza a mesma base sim.

## Recepção
| Críticas profissionais | Críticas profissionais |
| Avaliações da crítica  | Avaliações da crítica  |
| Fonte                  | Avaliação              |
| ---------------------- | ---------------------- |
| Allmusic               | [ 2 ]                  |
| Robert Christgau       | (B)                    |
| The Daily Vault        | A−                     |
| Los Angeles Times      | [ 5 ]                  |
| Music Hound            | [ 6 ]                  |
| Rhapsody               | (favorável)            |
| Rolling Stone          | [ 6 ]                  |
| The Source             | [ 8 ]                  |
| Virgin Encyclopedia    | [ 6 ]                  |

Em 1998, o álbum foi selecionado como um dos 100 Melhores Álbuns de Rap da revista The Source. Em 1999, ego trip o elegeou o sexto melhor álbum de hip hop lançado em 1988. em 1989, Spin o escolheu o vigésimo melhor álbum de 1988. Nas elegeu o álbum como um dos seus 25 Álbuns Favoritos.
Foi certificado como disco de ouro pela Recording Industry Association of America em 1989, e continua sendo um dos dois únicos álbuns de Kane que vendeu mais de 500,000 cópias. O outro álbum a alcançar status de ouro, It's a Big Daddy Thing, é dito como o único álbum a rivalizar Long Live the Kane como o melhor álbum de Kane.

## Lista de faixas
| #  | Título                      | Compositores                  | Produtor    | Cantores                    | Samples |
| -- | --------------------------- | ----------------------------- | ----------- | --------------------------- | --- |
| 1  | "Long Live the Kane"        | A. Hardy (AKA Big Daddy Kane) | Marley Marl | Big Daddy Kane              | - "Say It Loud – I'm Black and I'm Proud" as performed by James Brown - "Hey, Last Minute" as performed by The Meters - "Here Comes the Meter Man" as performed by The Meters |
| 2  | "Raw (Remix)"               | A. Hardy                      | Marley Marl | Big Daddy Kane              | - "Escape-ism" as performed by James Brown - "Hot Pants. . . I'm Coming, I'm Coming, I'm Coming" as performed by Bobby Byrd - "Mama Feelgood" as performed by Lyn Collins |
| 3  | "Set It Off"                | A. Hardy                      | Marley Marl | Big Daddy Kane              | - "Get Up, Get into It, Get Involved" as performed by James Brown - "Be Black Baby" as performed by Grady Tate - "Change le Beat" as performed by B-Side & Fab 5 Freddy - "WaterBed" as performed by Waterbed Kev aka Kevie Kev |
| 4  | "The Day You're Mine"       | A. Hardy, A. Boothe           | Marley Marl | Big Daddy Kane              | |
| 5  | "On the Bugged Tip"         | A. Hardy                      | Marley Marl | Big Daddy Kane, Scoob Lover | - "I Like It" as performed by DeBarge - "Down by Law" as performed by Grand Wizard Theodore |
| 6  | "Ain't No Half-Steppin'"    | A. Hardy                      | Marley Marl | Big Daddy Kane              | - "Ain't No Half Steppin'" as performed by Heatwave - "Big Water Bed" as performed by Monk Higgins & the Specialties - "Ease on Down the Road" as performed by Quincy Jones - "Blind Alley" as performed by The Emotions - "UFO" as performed by ESG - "Big Beat" as performed by Billy Squier |
| 7  | "I'll Take You There"       | A. Hardy                      | Marley Marl | Big Daddy Kane              | - "I'll Take You There" as performed by The Staple Singers |
| 8  | "Just Rhymin' with Biz"     | A. Hardy                      | Marley Marl | Big Daddy Kane, Biz Markie  | - "Synthetic Substitution" as performed by Melvin Bliss - "The Payback" as performed by James Brown - "I Promise to Remember" as performed by the Jimmy Castor Bunch - "Funky President (People It's Bad)" as performed by James Brown |
| 9  | "Mister Cee's Master Plan"  | A. Hardy                      | Marley Marl | Big Daddy Kane, Mister Cee  | - "Get on the Good Foot" as performed by James Brown - "I Promise To Remember" by The Jimmy Castor Bunch - "Before I Let Go" by Maze Featuring Frankie Beverly - "It's My Thing" as performed by Marva Whitney - "I'm Chief Kamanawanalea (We're the Royal Macadamia Nuts)" as performed by The Turtles - "Who's the Man (with the Master Plan)" as performed by the Kay Gees - "Eric B. is President" as performed by Eric B. & Rakim - "The Vapors" as performed by Biz Markie - "ABC" as performed by The Jackson Five - "Death Mix (Side Two)" as performed by Afrika Bambaataa - "Just Rhymin' With Biz" as performed in previous track of this album by Big Daddy Kane - "Al-Naafiysh" as performed by Hashim - "Here We Go (Live at the Funhouse)" as performed by Run-D.M.C. - "The New Style" as performed by Beastie Boys - "Move Your Body" as performed by Marshall Jefferson |
| 10 | "Word to the Mother (Land)" | A. Hardy                      | Marley Marl | Big Daddy Kane              | - "Gimme What You Got" as performed by Le Pamplemouse - "I'll Take You There" as performed by The Staple Singers - "Funky President (People It's Bad)" as performed by James Brown |